# SAIL-SBI Open
Het SAIL-SBI Open is een golftoernooi in India. Het toernooi maakt deel uit van de Professional Golf Tour of India en in 2012 ook van de Aziatische PGA Tour.
Het toernooi werd altijd in september gespeeld, alleen de laatste editie was tot 1 maart.

## Winnaars
| Jaar                                         | Baan                                         | Winnaar                                      | Score                                        | Score                                        | Info                                                                                 |
| SAIL Open Golf Championship at Jaypee Greens | SAIL Open Golf Championship at Jaypee Greens | SAIL Open Golf Championship at Jaypee Greens | SAIL Open Golf Championship at Jaypee Greens | SAIL Open Golf Championship at Jaypee Greens | SAIL Open Golf Championship at Jaypee Greens                                         |
| -------------------------------------------- | -------------------------------------------- | -------------------------------------------- | -------------------------------------------- | -------------------------------------------- | ------------------------------------------------------------------------------------ |
| 2008                                         | Jaypee Greens Golf Resort                    | Mark Brown                                   | 274                                          | –14                                          |                                                                                      |
| SAIL Open                                    |                                              |                                              |                                              |                                              |                                                                                      |
| 2009                                         | Classic Golf Resort                          | Chapchai Nirat                               | 256                                          | –32                                          | Nirat begon met 2 rondes van 62 en vestigde met -32 een record op de Aziatische Tour |
| 2010                                         | Delhi Golf Club                              | Rikard Karlberg                              | 268                                          | –20                                          |                                                                                      |
| 2011                                         | Delhi Golf Club                              | Kiradech Aphibarnrat                         | 272                                          | –16                                          |                                                                                      |
| SAIL-SBI Open                                |                                              |                                              |                                              |                                              |                                                                                      |
| 2012                                         | Delhi Golf Club                              | Anirban Lahiri                               | 274                                          | –14                                          | Lahiri won de play-off van Prom Meesawat                                             |
| 2013                                         | Delhi Golf Club                              | Anirban Lahiri                               | 273                                          | –15                                          | Lahiri won de play-off van Rashid Khan                                               |
| 2014                                         | Delhi Golf Club                              | Rashid Khan                                  | 270                                          | -18                                          | Khan won de play-off van Siddikur Rahman.                                            |

 Maleisisch Open ·
 Thailand Classic ·
 Indian Open ·
 SAIL-SBI Open ·
 Indonesian Masters ·
 Mauritius Open ·
 Queen's Cup ·
 Omega European Masters ·
 Vascory Classic ·
 Chiangmai Golf Classic
EurAsia Cup